# Chorizomma
Chorizomma is een monotypisch geslacht van spinnen uit de  familie van de Cicurinidae.

## Soort
- Chorizomma subterraneum Simon, 1872